# ماکسیمیلیان واگنر
ماکسیمیلیان واگنر (انگلیسی: Maximilian Wagener؛ زادهٔ ۳ ژانویهٔ ۱۹۹۵) بازیکن فوتبال اهل آلمان است.
از باشگاه‌هایی که در آن بازی کرده‌است می‌توان به باشگاه فوتبال بایر ۰۴ لورکوزن و باشگاه فوتبال اسنابروک اشاره کرد.
وی همچنین در تیم ملی فوتبال جوانان آلمان بازی کرده‌است.